# Rens
Rens er en landsby i Sønderjylland med 257 indbyggere  (2024). Rens er beliggende ved grænsen til Tyskland 12 kilometer syd for Bylderup-Bov, 17 kilometer øst for Tønder og 23 kilometer vest for Padborg. Landsbyen tilhører Aabenraa Kommune og er beliggende i Region Syddanmark.
Den hører til Burkal Sogn, og Rens Ungdomsskole lå i landsbyen.

## Indbyggerstatistik
Den officielle statistik over indbyggertallets udvikling i Rens lå i de sidste 6 år mellem 312 og 277 indbyggere.
| 2006 | 2007 | 2008 | 2009 | 2010 | 2011 | 2012 |  |
| ---- | ---- | ---- | ---- | ---- | ---- | ---- |  |
| 312  | 305  | 284  | 277  | 278  | 277  | 281  |  |